# Ultramarine (groupe britannique)
Pour les articles homonymes, voir Ultramarine.
Cet article concerne le groupe britannique de musique électronique. Pour le groupe français de jazz fusion, voir Ultramarine (groupe français).
Ultramarine est un groupe de musique électronique britannique formé en 1989 par Ian Cooper et Paul Hammond. Pour certains concerts et remixes, tous deux se sont également produits avec d'autres musiciens sous le nom d'Ultramarine Big Band.

## Biographie
Cooper et Hammond ont tous deux grandi à Maldon, Essex, et se connaissent depuis l'âge de 14 ans,. Au milieu des années 1980, ils ont tous deux formé le groupe A Primary Industry avec trois autres musiciens,. Le premier album du groupe, sorti en 1986, s'intitulait déjà Ultramarine.
Plus tard, Cooper et Hammond déménagent à Londres. Après la dissolution de A Primary Industry, ils fondent tous deux le groupe Ultramarine. Leur première publication est le single Wyndham Lewis, dont les paroles étaient tirées d'un enregistrement de spoken words de l'artiste éponyme des années 1940. En avril 1990, leur premier album, Folk, sort sur le label belge Les Disques du crépuscule. Ils se font connaître d'un plus grand nombre d'auditeurs avec leur deuxième album Every Man and Woman is a Star, sort en 1991 sur Brainiak Records.
En 1992, le groupe fait une tournée aux États-Unis avec, entre autres, Meat Beat Manifesto et Orbital, et en 1993 avec Björk aux États-Unis et en Europe. Pour l'album United Kingdoms, sorti en 1993, le groupe collabore notamment avec le musicien Robert Wyatt. Le single Kingdom, extrait de l'album, atteint les hit-parades britanniques en juillet 1993 et constitue ainsi le plus grand succès du groupe. En 1994, David McAlmont contribue au chant du single Hymn, écrit par Kevin Ayers. En 1995, le quatrième album studio Bel Air sort sur Blanco y Negro Records. Après la sortie de l'album A User's Guide en 1998, aucun nouveau morceau n'est sorti dans un premier temps.
À partir de 2002, Paul Hammond produit en solo de nouveaux morceaux sous des pseudonymes comme Further Details et Iken. En 2003, la compilation Companion (Every Man And Woman Is A Star Versions) sort sur LTM Recordings.
La pause de plusieurs années prend fin en 2010, lorsque le groupe s'est produit pour la première fois en concert à l'occasion d'événements choisis. En 2011, deux nouveaux singles du groupe sont sortis : Find A Way et Acid / Butch. En septembre 2013, le sixième album studio This Time Last Year suit. En 2019, leur septième album, Signals Into Space, est conçu sur une période de trois ans par Ian Cooper et Paul Hammond et contient quatre chansons écrites en collaboration avec la musicienne nord-américaine Anna Domino. Signal Into Space comprend également des contributions du saxophoniste Iain Ballamy et du percussionniste et vibraphoniste Ric Elsworth. Il a été enregistré ou mixé à Londres avec Andy Ramsay de Stereolab et masterisé par Noel Summerville.

## Discographie

### Albums studio
- 1990 : Folk (Les Disques du Crépuscule)
- 1991 : Every Man and Woman is a Star (Brainiak Records)
- 1993 : United Kingdoms (Blanco y Negro)
- 1995 : Bel Air (Blanco y Negro)
- 1998 : A User's Guide (New Electronica)
- 2013 : This Time Last Year (Real Soon)
- 2019 : Signals Into Space (Les Disques du Crépuscule)

### Compilation
- 2003 : Companion (Every Man And Woman Is A Star Versions) (LTM Recordings)

### Singles et EPs
- 1989 : Wyndham Lewis (Les Disques du Crépuscule)
- 1990 : Stella (Dancyclopaedia)
- 1991 : Weird Gear / British Summertime (Brainiak Records)
- 1992 : Nightfall In Sweetleaf (Rough Trade)
- 1992 : Saratoga / Nova Scotia (Rough Trade)
- 1993 : Kingdom (Blanco y Negro)
- 1993 : Happy Land (Blanco y Negro)
- 1994 : Barefoot E.P. (Blanco y Negro)
- 1994 : Hymn (Blanco y Negro)
- 1995 : Sketches (Blanco y Negro)
- 1995 : First Air (Blanco y Negro)
- 1998 : On the Brink (New Electronica)
- 2003 : Carl Craig Remixes (Real Soon)
- 2011 : Find a Way (Real Soon)
- 2011 : Acid / Butch (WNCL Recordings)
- 2019 : Meditations (Les Disques du Crépuscule)